# Клікушова
Клікушова (пол. Klikuszowa) — село в Польщі, у гміні Новий Торг Новотарзького повіту Малопольського воєводства.
Населення — 1502 особи (2011).
У 1975-1998 роках село належало до Новосондецького воєводства.

## Демографія
Демографічна структура станом на 31 березня 2011 року:
|          | Загалом | Допрацездатний вік | Працездатний вік | Постпрацездатний вік |
| -------- | ------- | ------------------ | ---------------- | -------------------- |
| Чоловіки | 758     | 200                | 495              | 63                   |
| Жінки    | 744     | 181                | 424              | 139                  |
| Разом    | 1502    | 381                | 919              | 202                  |